# Kim Geun-tae
Kim Geun-tae (* 14. Februar 1947 in Bucheon; † 30. Dezember 2011 in Seoul) war ein südkoreanischer Politiker. Zwischenzeitlich war er Vorsitzender der zwischen 2004 und 2007 in Südkorea regierenden Yeollin-uri-Partei (열린우리당, Yeollin-uri-dang, Unsere Offene Partei) und von 2004 bis 2006 Gesundheitsminister. Kim gehörte von 1996 bis zu seinem Tod der südkoreanischen Nationalversammlung an. Im Jahr 1987 erhielt er, zusammen mit seiner Frau In Jae-keun, den Robert F. Kennedy Human Rights Award. Er war Vater eines Sohns und einer Tochter.

## Leben
Kim Geun-tae wurde am 14. Februar 1947 in Bucheon (Gyeonggi-do) geboren. Ab 1968 studierte er an der Seoul National University und erhielt 1972 einen Bachelor in Wirtschaftswissenschaften. 1983 gründete er die Organisation Mincheongryeon (민청련), die sich gegen die Diktatur und für die Demokratisierung Südkoreas einsetzte. Deshalb wurde er 1985 gefangen genommen und über 3 Wochen gefoltert.
Kim starb am 30. Dezember 2011 an den Folgen einer Gehirnkrankheit.